# Ilse Pracht-Fitzell
Ilse Pracht-Fitzell (* 2. Juni 1926 in Köln) ist eine deutsch-amerikanische Lyrikerin und Literaturwissenschaftlerin. Sie schreibt auch unter dem Pseudonym „Tea Lerow“.

## Leben und Wirken
Ilse Pracht-Fritzell erwarb ihr Doktorat in Literaturwissenschaft an der Rutgers University in New Brunswick, wo sie auch lehrt. Als Wissenschaftlerin setzte sie sich besonders mit Lessing auseinander.
Sie veröffentlichte neben wissenschaftlichen Arbeiten mehrere Bände mit Kurzgeschichten und Lyrik, die ins Englische, ins Urdu und ins Japanische übersetzt wurden. Ihr Gedichtband Wohnungen (1991) wurde von Yukio Kotani ins Japanische übertragen. Unter dem Pseudonym Tea Lerow veröffentlichte sie unter anderem das Werk Koscher Hanswürste made in USA.

## Werke
- Blendung und Wandlung. Lessings Dramen in psychologischer Sicht. New York/Berlin/Wien 1993, ISBN 978-0-8204-1374-7.
- Die Glasbrücke. Surrealistische und sehr ernste Geschichten. Berlin 1980, ISBN 978-3-920907-09-3.
- Das Einhorn: Geschichten. Göttingen 1988, ISBN 978-3-88996-168-6.
- Die rechte Frage: den Manen Wolframs von Eschenbach. Göttingen 1986, ISBN 3-88996-099-5.